# カーリー・ムーア
カーリー・ムーア (Curley Moore, 1943年 – 1985年12月14日)は、米国のR&Bシンガー。

## 来歴
ムーアは1943年、ニューオーリンズに生まれた。まだ幼い頃から彼は、近所のストリートで歌い、ダンスをして日銭を稼いでいた。彼はまたニュー・ホープ・バプティスト教会のクワイアに参加して歌っていた。12歳になると、彼と彼の友人たちはブルー・ジェイズというグループを結成し、タレント・コンテストに出場した。ムーアは歌うきっかけを作ったアーティストとしてフランキー・ライモン&ザ・ティーンエイジャーズ、そして歌うカウボーイとして知られたロイ・ロジャースを挙げている。また後になって、影響を受けた人として挙げているのは、ジーン・アリソン、アーマ・トーマス、アーニー・ケイドー、シャーリー&リー、 ジャッキー・ウィルソンなどがいる。
ムーアは、自身の音楽のキャリアを1960年、ヒューイ・"ピアノ"・スミスのクラウンズのメンバとして、ニューオーリンズでスタートさせている。ヒューイ・スミスとクラウンズとの3年間に渡る活動を経て、彼はソロに転じた
ムーアは、1960年代半ばにニューオーリンズの音楽シーンが苦難の時期を迎えると、中西部にツアーに出てマーヴィン・ゲイの物まねをやることで収入を得た。またムーアは1960年代に、自己名義でいくつかのローカル・ヒットを記録している。彼のソロとしての初のレコーディングは1963年、ティーム・レコードのシングル"They Gonna Do What They Wanna Do" b/w "Tried So Hard"だった。1965年から66年にかけてムーアは、Nolaレコードにレコーディングを行っている。アール・キングとワーデル・カゼアが書いた"Soul Train"はヒットとなっている。このヒットにより、彼はカーリー・"ソウル・トレイン"・ムーアとのニックネームで呼ばれるようになった。1966年から1968年にかけて、彼はアラン・トゥーサンとマーシャル・シホーンのサンスー・レコードへのレコーディングを行っている。サンスーは"Get Low Down Pt. 1" b/w "Get Low Down Pt. 2", "Goodbye" b/w "We Remember", and "Don't Pity Me" b/w "You Don't Mean"とカーリー・ムーアのシングルを3枚リリースした。歌うこと以外にムーアは、ギター、オルガン、ピアノ、ドラムスをプレイすることができた。
1970年代になると、ニューオーリンズR&B、そしてソウルミュージックはよりハードなファンク・サウンドを目指すようになり、ムーアにとってこれは逆境となった。彼は、麻薬、そして銃にまつわる問題を起こすようになっていった。
ハウス・オヴ・ザ・フォックス・レーベルよりシングル盤"Funky, Yeah"でハード路線のインストゥルメンタルを試みており、これはそのヘヴィなサイケデリック・サウンドでカルト的な名作として知られるようになった。1979年には、ムーアはヒューイ・"ピアノ"・スミス・アンド・ザ・クラウンズの再結成に参加し、ニューオーリンズ・ジャズ&ヘリテッジ・フェスティバルで公演を行っている。
1980年代初頭に一時期服役を経験したのち、1985年12月、ムーアはニューオーリンズのアルジアーズ地区で他殺体で発見された。42歳だった。

## ディスコグラフィ

### シングル
| 年     | 曲名                                                            | レーベル                 |
| 1963年 | "They Gonna Do What They Wanna Do" b/w "I Tried So Hard"        | Teem 1002                |
| 1964年 | "At The Mardi Gras" b/w "The Second Line" Huey & Curley名義     | Ace 671                  |
| 1964年 | "Soul Train" b/w "Please Do Something for Me"                   | Nola 707                 |
| 1965年 | "Soul Train" b/w "This Way I Do"                                | Hot Line 901             |
| 1966年 | "Get Low Down (Pt. 1)" b/w "Get Low Down (Pt. 2)"               | Sansu 457                |
| 1967年 | "Goodbye" b/w "We Remember"                                     | Sansu 468                |
| 1967年 | "Don’t Pity Me" b/w "You Don’t Mean"                            | Sansu 473                |
| 1968年 | "Sophisticated Sissy (Pt. 1)" b/w "Sophisticated Sissy (Pt. 2)" | Instant 11 -2635         |
| 1970年 | "Back In Mother’s Arms" b/w "Not Just You" Curly Moore名義      | Scram 120                |
| 1971年 | "Shelley’s Rubber Band" b/w "Funky, Yeah" Curly Moore名義       | House Of The Fox MH-1934 |
| 1975年 | "Lil Sally Walker (Pt. 1) " b/w "Lil Sally Walker (Pt. 2)"      | Roxbury RB 2014          |

### 編集盤
| 年     | 曲名 | レーベル                  |
| 1999年 | 『Huey "Piano" Smith – That'll Get It (Even More Of The Best)』 エイス・レコード音源3曲を収録 "I Tired" (Curley Moore, Gerri Hall Benny Spellman名義) "She's Coming Home" "They Gonna Do What They Wanna Do" | Westside – WESM 595       |
| 2001年 | 『Get Low Down!: The Soul of New Orleans, '65-'67』 未発表を含むサンスー音源6曲を収録 "Get Low Down, Pt. 1" "Get Low Down, Pt. 2" "Don’t Pity Me" "We Remember" "Goodbye" "I Love You" (未発表)              | Sundazed Music – SC 11094 |

。